# Santa Croce sull’Arno
Santa Croce sull'Arno település Olaszországban, Toszkána régióban, Pisa megyében. Lakosainak száma 14 702 fő (2023. január 1.). Santa Croce sull’Arno Castelfranco di Sotto, San Miniato és Fucecchio községekkel határos.

## Népesség
A település lakossága az elmúlt években az alábbi módon változott:
| Lakosok száma | 14 755 | 14 627 | 14 702 |
|               | 2017   | 2018   | 2023   |